# Virgin (애프터스쿨의 음반)
《Virgin》(버진)은 대한민국의 음악 그룹 애프터스쿨의 첫 번째 정규 음반으로, 2011년 4월 28일 로엔 엔터테인먼트를 통하여 발매되었다. 타이틀 곡은 〈Shampoo〉이다.

## 발매 과정 및 뮤직비디오
애프터스쿨은 2011년 4월 18일 새 멤버 이영의 티저 사진을 공개하며 컴백을 알렸고, 이후 19일 나나, 레이나, 리지의 티저 사진을 공개하였다. 이어 2011년 4월 25일 타이틀 곡인 "Shampoo"의 티저를 공개하며 궁금증을 자아냈다.
뮤직비디오는 2011년 4월 28일 공개되었는데, 레이나가 주인공 역을 맡았다. 내용은 레이나가 그룹에 합류하여 점점 성장한다는 이야기로 맨 마지막에는 애프터스쿨이 데뷔하는 모습이 나오며 끝난다. 하루 뒤인 29일에는 "Let's Step Up!"의 뮤직비디오를 공개하였는데, 검은색 의상과 금색 의상을 번갈아가며 탭댄스를 추는 영상이다. 2011년 5월 16일에는 앨범의 수록곡 "Play Ur love"의 뮤직비디오를 공개하였는데, 멤버 모두가 출연하는 것이 아니라 가희, 정아, 레이나, 나나만 출연하였다.

## 방송 활동
애프터스쿨은 2011년 4월 29일 《뮤직뱅크》를 통해 첫 컴백 무대를 펼쳤다. 애프터스쿨은 당시 "Let's Step Up"과 "Shampoo"의 무대를 펼쳤는데, "Let's Step Up" 안무인 탭댄스를 추다 강화유리로 된 무대 일부가 내려앉는 사고가 일어났다. 30일에는 《쇼! 음악중심》에 출연해 역시 "Let`s Step Up"과 "Shampoo" 무대를 펼쳤다. 5월 1일에는 《인기가요》에서 은색 의상을 입고 "Let's Step Up"을, 검은색 초미니 의상을 입고 "Shampoo"를 불렀다.

## 반응
2011년 4월 28일 타이틀 곡이 공개되자 실시간 음원 차트 1위를 휩쓸었다. 타이틀 곡 "Shampoo"는 가온 디지털 종합차트 5월 첫째 주 가온지수 1,700만을 기록하며 15위로 데뷔하였다. 둘째 주 차트에서는 가온지수 3,800만으로 4위에 올랐고, 셋째 주 차트일자에서는 가온지수 2,600만으로 8위 떨어진 12위를 기록하였다. 《뮤직뱅크》의 2011년 5월 첫째 주 K-차트에서는 23위로 데뷔하였다. 이후 5월 둘째 주 차트에서 총점 4,900점을 기록하며 9위로 상승하였다. 빌보드 코리아 핫 100에서는 3위로 데뷔하였으나, 2주차 순위에서는 7위로 떨어졌다.
한편, "Let's Step Up!"의 안무인 탭댄스를 선보이자 세계적인 탭댄서 조셉 위건은 유튜브를 통해 "애프터스쿨의 탭댄스 뮤직비디오를 봤는데 엄청난 매력을 지닌 그룹인 것 같다. 한국을 넘어 세계에 내놓아도 손색없을 것"이라고 평가하였다. 이 외에 해외의 여러 탭댄서들에게 호평을 받았다. 슈퍼주니어의 신동은 "이번엔 탭댄스라니, 대한민국 최고의 퍼포먼스 그룹이다!!"라고 의견을 썼다.

## 수록곡
| #             | 제목                                                      | 작사                                 | 작곡                                    | 편곡                                    | 재생 시간 |
| ------------- | --------------------------------------------------------- | ------------------------------------ | --------------------------------------- | --------------------------------------- | --------- |
| 1.            | 〈Let's Step Up!〉                                        | 베카                                 | 장준호                                  | 장준호                                  | 1:45      |
| 2.            | 〈Shampoo〉                                               | 원태연                               | Daishi Dance                            | Daishi Dance                            | 4:34      |
| 3.            | 〈Virgin〉                                                | 장지원                               | Niclas Lundin, Maria Marcus H. Bharadia | Niclas Lundin, Maria Marcus H. Bharadia | 3:22      |
| 4.            | 〈뱅(Bang) !〉 (2011 New Recordings)                      | 김희선                               | 김태현                                  | 김태현                                  | 3:21      |
| 5.            | 〈Play Ur Love〉                                          | 김보아                               | G-High                                  | G-High                                  | 3:47      |
| 6.            | 〈Dream〉 (Feat. Pre-School Girl 윤조)                    | 김희선, Daisuke Kahara, Samuli Laiho | 김희선, Daisuke Kahara, Samuli Laiho    |                                         | 3:42      |
| 7.            | 〈너 때문에〉 (2011 New Recordings)                       | 용감한 형제                          | 용감한 형제                             | 용감한 형제                             | 3:56      |
| 8.            | 〈시간에 기대어〉 (레이나 solo)                           | 최영신                               | 유치연                                  | 심태현, 한호철                          | 3:31      |
| 9.            | 〈잘 지내고 있죠〉                                        | 장준호                               | 장준호                                  |                                         | 3:40      |
| 10.           | 〈Funky Man〉 (나나 Vs 리지) (Feat. Pre-School Girl 경민) | 장준호                               | 장준호                                  | 새벽                                    | 3:22      |
| 11.           | 〈My Bell〉 (정아 solo)                                   | 송양하                               | 송양하                                  | 채준기                                  | 3:59      |
| 12.           | 〈When I Fall〉 (2011 New Recordings)                     | 가희                                 | 가희                                    |                                         | 3:20      |
| 13.           | 〈Shampoo〉 (Radio Edit)                                  | 원태연                               | Daishi Dance                            | Daishi Dance                            | 3:57      |
| 총 재생 시간: | 총 재생 시간:                                             | 총 재생 시간:                        | 총 재생 시간:                           | 총 재생 시간:                           | 49:58     |

## 차트
| 차트(2011)                   | 최고 순위 "Shampoo" |
| ---------------------------- | ------------------- |
| 가온 디지털 종합차트         | 4                   |
| 가온 앨범 차트               | 2                   |
| 가온 온라인 스트리밍 차트    | 3                   |
| 가온 온라인 다운로드 차트    | 2                   |
| 가온 온라인 BGM 차트         | 18                  |
| 가온 모바일차트 (벨소리)     | 30                  |
| 가온 모바일차트 (통화연결음) | 36                  |
| 뮤직뱅크 K-차트              | 5                   |
| 빌보드 코리아 핫 100         | 3                   |